# 侯祐堂
侯佑堂（1919年—2010年），女，直隶（今河北）高阳人，中国地层古生物学家，曾任中国科学院南京地质古生物研究所研究员、博士生导师。